# Hans-Böckler-Berufskolleg Marl/Haltern am See
Das 1906 gegründete Hans-Böckler-Berufskolleg (HBBK) in Marl (Hauptverwaltung: 45768 Marl, Hagenstr. 28) und Haltern am See hat rund 3000 Schülerinnen und Schüler. Im Laufe seiner Geschichte wurde die Schulbezeichnung mehrmals geändert (Berufsschule, Kollegschule, Berufskolleg).
Die Schule erhielt ihren Namen von Hans Böckler (1875–1951), dem Politiker und früheren Vorsitzenden des Deutschen Gewerkschaftsbundes (DGB).

## Geschichte
Am 14. Oktober 1905 wurde unter Vorsitz des Amtmanns Barkhaus und dem Gemeindevorsteher Stoltenberg beschlossen, dass ab dem 1. April 1906 die Gemeinde Marl eine „gewerbliche Fortbildungsschule“ haben sollte. Das Schulgeld wurde mit 1,50 Mark pro Halbjahr festgelegt. Damit war das (spätere) Hans-Böckler-Berufskolleg gegründet.
Der Landrat des Kreises richtete eine Anfrage an den Regierungspräsidenten, dass er den Minister für Handel und Gewerbe in Berlin um finanzielle Unterstützung bitten sollte. Der Minister hat die Gründung der berufsbildenden Schule am 10. Juli 1906 mit 80 Mark unterstützt. Der Regierungs- und Gewerbeschulrat Prof. Wolf aus Arnsberg teilte am 31. März 1906 mit, dass er gegen die „Lehr- und Stoffverteilungspläne keine Einwendungen“ habe. Der Autor und frühere stellvertretende Schulleiter Otto Tellkamp schreibt in seiner Untersuchung: „Die gewerbliche Fortbildungsschule von 1906 in Marl wurde Kristallisationspunkt für eine sich entwickelnde berufsbildende Schule mit gewerblich-technischen, Landwirtschaftlichen, kaufmännischen, hauswirtschaftlich-sozialpflegerischen und sozialpädagogischen Bildungsgängen. Sie ist es auch heute noch mit Ausnahme der Landwirtschaft.“
Die Schule war noch in Trägerschaft der Stadt Marl, als sie mit Erlass vom 5. Juli 1973 in die Planungsphase der Kollegschule eintrat. Am 1. August 1979 wurde die „Städtische Berufs, Berufsfach-, Fach- und Fachoberschule Marl“ in die „Hans Böckler-Kollegschule der Stadt – Schule der Sekundarstufe II“ überführt. Am 1. Januar 1993 übernahm der Kreis Recklinghausen die Trägerschaft der Schule. Mit dem Schuljahr 1993/94 wurde die Berufsschule Haltern in die Hans-Böckler-Kollegschule eingegliedert und ist seitdem Filiale des Berufskollegs.

## Die Vereine der Schule
Im Jahr 2006 gründete die Schule einen gemeinnützigen Fortbildungsträger. Der Verein trägt den Namen „Chemkom e. V. – Chemiekompetenzzentrum Marl“. Seminare rund um naturwissenschaftliche und technische Themen sind sein Spezialgebiet. Im Jahr 2013 hat Chemkom die Netzwerk-Koordination der Stiftung „Haus-der-kleinen-Forscher“ in der Emscher-Lippe-Region übernommen. Die bundesweit aktive Stiftung hat das Ziel, schon Kinder im Kindergartenalter für die Themen Naturwissenschaften, Technik und Mathematik zu begeistern. Schon über 300 Fachkräfte aus fast 100 (Sozial-)Pädagogischen Einrichtungen im Kreis Recklinghausen und den Städten Herne, Bottrop und Gelsenkirchen haben hier die Workshops der Berliner Stiftung besucht. Vier neue Trainerinnen gestalten diese Workshops.
2009 hat das Berufskolleg eine TV-Lehrredaktion eingerichtet, gefördert mit Mitteln der nordrhein-westfälischen Landesmedienanstalt. Seit 2013 wird diese Lernredaktion unter dem Namen „Ausbildungsfernsehn Marl“ (AFM) in der Trägerschaft des Fördervereins der Schule geführt. Damit wurde im Fachbereich Medien ein weiteres arbeitspädagogisches Projekt begründet. In der „Galerie Libelle“ stellen die Schüler des Fachbereichs Medientechnik ihre Werke aus und bieten sie auch zum Leihen oder in geringem Umfang auch zu Kauf an.
Ebenfalls in der Regie des sehr aktiven Fördervereins der Schule wird das Café Relax als Zweckbetrieb am Standort in Marl geführt. Hier lernen Schüler der Hauswirtschaft die Abläufe in einem kleinen, gastronomischen „Betrieb“ kennen, stellen Speisen her und bieten diese ihren Schülern und den Beschäftigen der Schule an. Dienstleistung und Produktion wird hier in einer realen Situation täglich gestaltet. Seit November 2015 geschieht dieses hinter einer neuen, vergrößerten Theke, mit der endlich die notwendigen Bedingungen für eine zeitgemäße Ausbildung in diesem Projekt geschaffen wurde.
Der „Werkhof“ des Fachbereichs Naturwissenschaft und Technik kümmert sich um viele technische Aufgaben am Berufskolleg. Seit 2014 wird ein Teil der schulischen Grünflächen in Ordnung gehalten. Vorher waren schon ein Gewächshaus und ein Blockhaus gebaut worden und eine Kräuterspirale in einem Innenhof der Schule entsteht in jedem Jahr neu. Auch beteiligt sich die Gruppe an der Pflege des Schulgartens im Bereich Hauswirtschaft.

## Gebäude
Der Schulträger des Hans-Böckler-Berufskollegs in Marl und Haltern am See, der Kreis Recklinghausen, hat im vergangenen Jahrzehnt erheblich in die Renovierung und Ausstattung seiner Berufskollegs investiert. Davon profitierten auch die Gebäude in Marl und Haltern am See. Seit 2003 wurden in die Sanierung der Schulgebäude und Schulhöfe und in die Ausstattung aller Fach- und Klassenräume viele Millionen Euro investiert. Die aus den Jahren 1950–1975 stammenden Gebäude in Marl wurden vollständig durchrenoviert. Auch im Gebäude in Haltern an See wurden viele Bereiche schon saniert. Außerdem erhielt das Haus einen neuen Anbau mit modernen EDV-Räumen, einer Cafeteria und einem Multifunktionsraum. So stehen aktuell allen Schülern beste Ausbildungsbedingungen zur Verfügung. Die Labore in der Chemie, Biologie und Physik im Chemiekompetenzzentrum sind hoch modern eingerichtet. Das gilt genau so für die Ausbildungswerkstätten der Zahntechnik in Haltern am See. Über 650 Rechner werden täglich im Lehr- und Lern-Netz der Schule im Unterricht verwendet. Alle Klassenräume sind mit Rechnern und Beamern ausgestattet, viele mit interaktiven Boards, also modernster Unterrichtstechnologie. Die Ausbildungsbetriebe schätzen diese optimalen Ausbildungsbedingungen für ihre jungen Mitarbeiter sehr.
Die drei Fachbereiche der Schule am Standort in Marl (s. u.) sind jeweils in eigenen Gebäudeteilen untergebracht, wo sich alle Klassen- und Fachräume befinden.

## Fachbereiche
In den drei Fachbereichen
- Naturwissenschaft und Technik
- Pädagogik und Hauswirtschaft, Zahn- und Bädertechnik
- Wirtschaft und Medientechnik;

bietet das HBBK verschiedene Bildungsgänge an. Die Bereiche sind in eigenen Gebäudeteilen mit ihren jeweiligen Klassen- und Fachräumen untergebracht. Hier finden sich auch die Büros der Bereichsleitungen und die Lehrerzimmer. Die Schule ist ausdrücklich dezentral organisiert – die meisten Entscheidungen zum Unterrichtseinsatz, der Lehrerverteilung und der Stunden- sowie Vertretungspläne werden von den Leitungen der Bereiche im Kontakt mit den betroffenen Kollegen getroffen.

## Schulabschlüsse – Bildungsgänge
Grundsätzlich gibt es folgende Möglichkeiten der Abschlüsse:
- Hauptschulabschluss,
- Fachoberschulreife (auch mit Q-Vermerk),
- Fachhochschulreife und
- Allgemeine Hochschulreife

Das Bildungsangebot der Schule umfasst über 40 verschiedene Bildungsgänge mit ganz unterschiedlichen Eingangsvoraussetzungen und Abschlussmöglichkeiten. Die Arbeit in jedem dieser Bildungsgänge wird von einem Bildungsgangleiter koordiniert. Ein Kernteam von 4 – 6 Lehrkräften spricht die Unterrichtsinhalte und aktuellen Entwicklungen im jeweiligen Bildungsgang regelmäßig ab. Die schulweite Entwicklung stimmen diese Koordinatoren gemeinsam mit einem schulweit verantwortlichen Bereichsleiter für die Unterrichtsentwicklung in regelmäßigen jährlichen Arbeitstreffen ab.
Bewerber haben folgende Möglichkeiten, einen Bildungsgang zu belegen:
- Ausbildungsvorbereitung im Bereich Technik oder HauswirtschaftWirtschaft oder Medientechnik
- Berufsfachschule 1 und 2 in den Bereichen Physik-Chemie-Biologie, Elektrotechnik, Hauswirtschaft, Wirtschaft oder Medientechnik
- Berufsausbildung im Bereich Kinderpflege, Ernährung und Versorgung – Schwerpunkt Service
- 2-jährige Berufsfachschule in den Bereichen Sozial- und Gesundheitswesen, Wirtschaft, Medientechnik, Physik-Chemie-Biologie oder Elektrotechnik
- Assistentenausbildung in den Bereichen Chemie, Elektrotechnik oder Wirtschaft
- berufliches Gymnasium:
  - die allgemeine Hochschulreife (Abitur), mit dem beruflichen Schwerpunkt Wirtschaft oder Kunst/Englisch
  - Abitur und gleichzeitig den Berufsabschluss Erzieher, Kaufmännischer Assistent oder Biologisch-technischer bzw. Umwelt-technischer Assistent
- Fachschule für Sozialpädagogik
- Abendschule:
  - Fachhochschulreife im Bereich Chemie
  - Fachschule für Technik: Qualifizierung zum Chemietechniker
  - Fachschule für Biogentechnik
- Ausbildung zum Informatiker oder zum Biologisch-technischen Assistenten

## Persönlichkeiten der Schule
- Norbert Altenkamp (CDU) wurde am 27. September 2009 mit 58,8 % für seine zweite Amtszeit als Bürgermeister der Stadt Bad Soden am Taunus gewählt. Altenkamp (aus dem Stadtteil Marl-Sinsen) war vor seinem Studium in Münster Schüler des HBBK.
- Werner Arndt, SPD, wurde 2009 zum Bürgermeister der Stadt Marl gewählt. Er war nicht nur Schüler am HBBK, sondern auch ein paar Jahre Schülersprecher der Schule.
- Jana Beller, Siegerin bei Germany’s Next Topmodel 2011 und bis zum Frühjahr 2011 Schülerin der Klasse 13 des Bildungsganges Betriebswirtschaftslehre mit Rechnungswesen/Allgemeine Hochschulreife
- Tony Gehling (wohnt in Münster), unter anderem Lehrer am HBBK, hat Kinderlieder veröffentlicht.
- Reinhold Hedtke war vom 1. November 1982 bis 31. Juli 1984 Lehrer am HBBK. Er ist heute Professor, hat mehrere Bücher verfasst und widmet sich der Lehrerausbildung an der Universität Bielefeld. Er gibt unter anderem auch das Journal of Social Science Education heraus.
- Olaf Jansen, Lehrer am HBBK, ist Lehrbuch-Autor.
- Norbert Kühne, ehemaliger Lehrer der Schule (bis 2002), Psychologe und Autor vieler Lehr- und Sachbücher in Europa & Japan
- Norbert Nowotsch ist heute Professor im Fachbereich Design der Fachhochschule in Münster. Er war 1966–1969 am HBBK als Auszubildender, damals angestellt in den Chemischen Werken Hüls.
- Claudius Reimann, bekannter Saxofonist und Erzieher, hat 1990 den Abschluss seiner Erzieher-Ausbildung am Berufskolleg gemacht.
- Markus Rüter, 2013 mit 31 Jahren der jüngste Professor der Westfälischen Hochschule (Gelsenkirchen), hat am Hans-Böckler-Berufskolleg seine Fachhochschulreife erworben
- Hubert Schulte-Kemper[4][5] absolvierte den schulischen Anteil seiner kaufmännischen Ausbildung (1962–1965) am HBBK. Er war lange Zeit Vorsitzender der CDU Marl. Von 1987 bis 2007 war er Vorstand der Hypothekenbank in Essen. Er ist Träger des Bundesverdienstkreuzes und des Landesverdienstordens von NRW. Seit 2005 ist er Honorarkonsul von Ungarn. Seit 2006 ist er Professor Emeritus der katholischen Universität in Tegucigalpa, Honduras.
- Peter Wenzel, war Geschäftsführer des KITA-Zweckverbandes im Bistum Essen, SPD-Vorsitzender von Marl und eine Zeit lang Fraktionsvorsitzender der SPD im Rat der Stadt Marl, hat am HBBK seine Erzieher-Ausbildung absolviert.